# Neastacilla californica
Neastacilla californica är en kräftdjursart som först beskrevs av David R. Boone 1918.  Neastacilla californica ingår i släktet Neastacilla och familjen Arcturidae. Inga underarter finns listade i Catalogue of Life.